# ناسا ورلد ويند
ناسا ورلد ويند (بالإنجليزية: NASA World Wind)‏ هو برنامج حر مفتوح المصدر يعرض نموذجاً افتراضياً لكوكب الأرض وكواكب أخرى طُور من قبل ناسا ومجتمع المصدر المفتوح للاستخدام على الحواسيب الشخصية التي تعمل على نظام تشغيل مايكروسوفت ويندوز. يغطي البرنامج صور الأقمار الصناعية الخاصة بناسا ووكالة الاستطلاعات الجيولوجية الأمريكية والتصوير الجوي والخرائط الطبوغرافية وبيانات نظم المعلومات الجغرافية الخاصة بالنماذج ثلاثية الأبعاد للأرض والكواكب الأخرى المتاحة عموماً.